# Liu Tienan
Liu Tienan, né en octobre 1954, est un homme politique chinois et responsable économique. Il a servi en tant que directeur de l'Administration nationale de l'énergie entre 2011 et 2013 , directeur adjoint de la Commission nationale pour le développement et la réforme ( NDRC ) de 2008 à 2011 , et directeur adjoint des bases Revitalisant Old industriels dans le Groupe de travail spécial de la Chine du Nord-Est entre 2006 et 2008 .
En 2013, Liu fait l'objet d'une enquête pour des infractions liées à la corruption. En décembre 2014, Liu a été reconnu coupable de corruption.

## Biographie
En mai 2013, soupçonné de corruption, Liu est démis de ses fonctions au sein de la Commission nationale pour la réforme et le développement. En août, il est expulsé du Parti communiste chinois
Liu aurait reçu des sommes en liquide et pour son fils une maison à Pékin et une Porsche. Liu a été condamné à la prison à vie et les biens de la famille confisqués.